# Ардр
Ардр (фр. Ardres) насеље је и општина у североисточној Француској у региону Север-Па д Кале, у департману Па де Кале која припада префектури Сент Омер.
По подацима из 2011. године у општини је живело 4245 становника, а густина насељености је износила 313,98 становника/km². Општина се простире на површини од 13,52 km². Налази се на средњој надморској висини од 11 метар (максималној 17 m, а минималној 2 m).

## Демографија
| 1962. | 1968. | 1975. | 1982. | 1990. | 1999. | 2011. |
| ----- | ----- | ----- | ----- | ----- | ----- | ----- |
| 2.997 | 3.195 | 3.126 | 3.390 | 3.936 | 4.154 | 4.245 |

График промене броја становника у току последњих година